# Panarquía
La panarquía (del griego pan, todos, y arcos, gobierno) es un término acuñado por el economista y botánico belga Paul Émile de Puydt en 1860, significando una forma de gobierno que abarcaría a todas los demás. Sin embargo, la palabra «panarquía» se usa con significados distintos en diferentes ámbitos. El Oxford English Dictionary enumera al sustantivo como "principalmente poético" con el significado "un reino universal", citando una declaración de Philip James Bailey de 1848, "la panarquía estelar del espacio". El adjetivo panárquico o "todo gobernante" tiene las connotaciones anteriores. En el siglo XX el término fue re-acuñado por separado en diferentes ámbitos de estudio, por académicos en relaciones internacionales para describir la noción colaborativa de la gobernanza global y luego por teóricos de sistemas para describir teorías organizativas no jerárquicas. En «El principio federativo», del anarquista Pierre J. Proudhon, es usada como sinónimo de gobierno de todos por todos.

## Libertad para elegir gobiernos
En su artículo de 1860 "Panarquía" De Puydt, quien también expresó su apoyo a la economía de mercado o laissez-faire, aplicó el concepto de mercado para afirmar el derecho del individuo a elegir cualquier forma de gobierno sin verse obligado a mudarse de su ubicación actual. Teorizó que la «competencia gubernamental» permitiría «tantos gobiernos como se han inventado y que se inventarán todavía» existiendo simultáneamente y detalla cómo un sistema así puede ser implementado. Este sistema se describe a veces como "extraterritorial", ya que estos gobiernos a menudo funcionarían en parcelas de tierra no contiguas. La jurisdicción de cada gobierno no dependería de un territorio sino de una afiliación personal. De Puydt escribió:

La verdad es que no hay suficiente de la libertad correcta, la libertad fundamental de elegir ser libre o no serlo, de acuerdo con las preferencias de uno ... Así exijo, para todos y cada uno de los miembros de la sociedad humana, libertad de asociación según inclinación y de actividad según aptitud. En otras palabras, el derecho absoluto a elegir el entorno político en el que vivir y no pedir nada más.

De Puydt describió cómo se administraría tal sistema:

En cada comunidad se abre una nueva oficina, una "Oficina de Membresía Política". Esta oficina enviaría a cada ciudadano responsable un formulario de declaración para completar, al igual que para el impuesto sobre la renta o el registro de perros: Pregunta: ¿Qué forma de gobierno desearía? Con total libertad respondería, monarquía o democracia, o cualquier otra ... y una vez registrado, a menos que retire su declaración, respetando las formas legales y los retrasos, se convertirá en un súbdito real o en un ciudadano de la república. A partir de entonces, usted no está involucrado de ninguna manera con el gobierno de nadie más, no más que un sujeto prusiano con las autoridades belgas.

Los partidarios de la panarquía proponen que en caso de conflictos entre individuos bajo diferentes gobiernos se use algún tipo de derecho internacional para solucionarlos.
El historiador del anarquismo clásico Max Nettlau descubrió la idea de De Puydt a principios del siglo XX y la promovió en 1909 como una idea incluso mejor que la ideología anarquista con la que él simpatizaba, diciendo "Ideas como “¡Abajo el Estado!” y “Sólo sobre las ruinas del Estado…” expresan las emociones y deseos de muchos, pero parece que solamente el “Elija su Estado” puede ayudar a lograr eso." Según Nettlau, la idea de sistema de gobiernos voluntarios de De Puydt también puede encontrarse parcialmente en escritos de Anselme Bellegarrigue y en especial en Auberon Herbert, autores del siglo XIX.
Le Grand E. Day y otros han usado la frase "multigobierno" en 1977 para describir un sistema similar. Otra idea similar son las jurisdicciones competitivas superpuestas funcionales (FOCJ) promovidas por los economistas suizos Bruno Frey y Reiner Eichenberger. La idea de panarquía o de libertad de elegir gobiernos ha sido adoptada por unos cuantos simpatizantes del anarcocapitalismo como una teoría equivalente a la idea anarcocapitalista de ley policéntrica.
En una investigación de 1982, el académico David Hart sostuvo que es posible que De Puydt haya sido un lector de los trabajos del también economista belga Gustave de Molinari quien ya había planteado en 1849 la idea de «competencia gubernamental» en los servicios de policía y jueces mediante unas agencias de defensa privada. Como explica Hart, tanto para Molinari como para De Puydt el camino para superar innumerables conflictos políticos es hacer que los gobiernos se conviertan en una especie de «iglesias políticas, teniendo jurisdicción sólo sobre sus congregaciones a las que se ha elegido pertenecer».

## Sociedad global
James P. Sewell y Mark B. Salter en su artículo de 1995 "Panarquía y otras normas para la gobernanza global" definen la panarquía como "un sistema inclusivo y universal de gobernanza en el que todos pueden participar de manera significativa". Romantizan el término al mencionar al "juguetón dios griego Pan de de la tranquilidad pastoral y silvestre, supervisor de bosques, pastor de pastores y sus rebaños. Por lo tanto, connota un administrador arquetípico del bienestar biosférico ".
David Ronfeldt y John Arquilla, en su trabajo en Netwar, que describen como una forma emergente de conflicto de baja intensidad, crimen y activismo, que: "El diseño es una heterarquía, pero también lo que podría llamarse una" panarquía ".
Paul B. Hartzog escribe en "Panarchy: Governance in the Network Age": "Panarquía es una investigación transdisciplinaria de la filosofía política y cultural de la 'cultura de la red'. Los campos principales de relevancia para la panarquía son la política mundial (relaciones internacionales), filosofía / teoría política, y tecnología de la información. Panarquía también se basa en ideas de la teoría de la información / comunicaciones, la economía, la sociología, las redes y los sistemas complejos ".
En el trabajo de Paul B. Hartzog, el término "panarquía" surge en la intersección de tres conceptos básicos: 1) ecología y sistemas complejos, 2) tecnología y 3) política. El "pan" del pensamiento ecológico se basa en el dios griego Pan como un símbolo de la naturaleza salvaje e impredecible. El "conjunto" de tecnología se refiere a la red de área personal (una red de área personal es la interconexión de dispositivos de tecnología de la información dentro del alcance de una persona individual) que fusiona a los seres humanos en una red social global interconectada. El "panorama" de la política se refiere a la distinción "adentro / afuera", y cómo, en una era de desafíos globales y de gobernanza global, el marco de referencia para un social global no tiene afuera.

## Teoría de sistemas
La teoría de sistemas es un campo interdisciplinario de la ciencia que estudia la naturaleza y los procesos de los sistemas complejos de las ciencias físicas y sociales, así como en la tecnología de la información. Lance Gunderson y C. S. Holling, en su libro Panarchy: Understanding Transformations in Systems of Humans and Nature, explicaron:

El término [panarquía] fue acuñado como una antítesis de la palabra jerarquía (literalmente, reglas sagradas). Nuestra opinión es que la panarquía es un marco de las reglas de la naturaleza, insinuada por el nombre del dios griego de la naturaleza, Pan.

El editor describe así la teoría del libro:

Panarquía, un término ideado para describir sistemas jerárquicos en evolución con múltiples elementos interrelacionados, ofrece un nuevo marco importante para comprender y resolver este dilema. Panarquía es la estructura en la que los sistemas, incluidos los de la naturaleza (p. ej., los bosques) y de los humanos (p. ej., el capitalismo), así como los sistemas humano-naturales combinados (p. ej., las instituciones que gobiernan el uso de recursos naturales como el servicio forestal), están interrelacionados en ciclos de crecimiento, acumulación, reestructuración y renovación adaptativos continuos.

En Panarchy Gunderson y Holling escriben:

La naturaleza transfronteriza, interdisciplinaria y dinámica de la teoría nos ha llevado a acuñar el término panarquía para ello. Su objetivo esencial es racionalizar la interacción entre el cambio y la persistencia, entre lo predecible y lo impredecible.